# Großsteingrab Hohenaverbergen
Das Großsteingrab Hohenaverbergen war eine vermutliche megalithische Grabanlage der jungsteinzeitlichen Trichterbecherkultur bei Hohenaverbergen, einem Ortsteil von Kirchlinteln im Landkreis Verden (Niedersachsen). Nach einem Bericht von 1874 befand sich das bereits mehrere Jahre zuvor zerstörte Grab laut mündlichen Aussagen auf dem hohen Geestufer zwischen Hohenaverbergen und Wittlohe. Über Ausrichtung, Maße und Grabtyp liegen keine näheren Informationen vor.